# The View (Fernsehsendung)

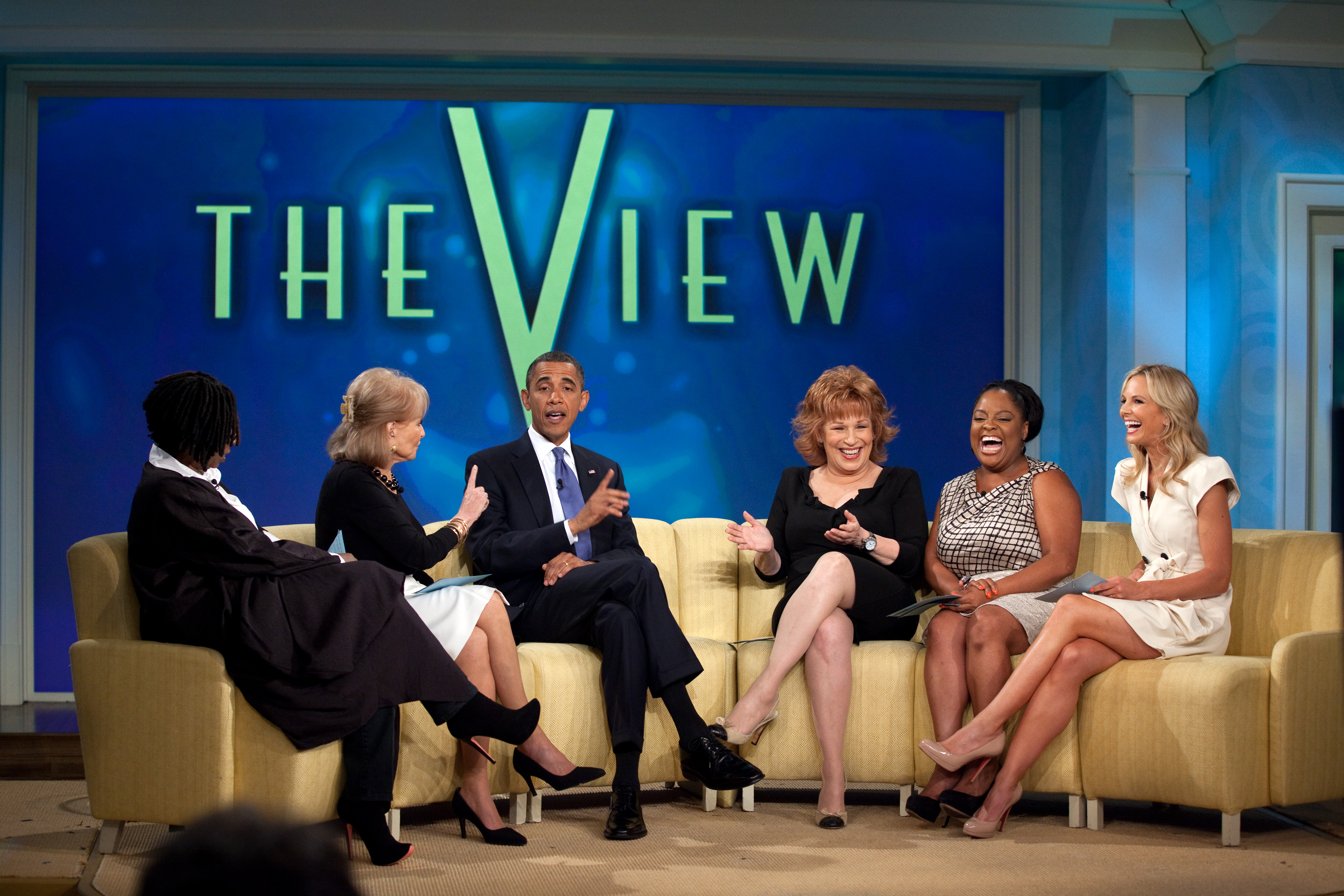
Barack Obama am 29. Juli 2010 im Gespräch bei der Sendung The View. In der Runde mit dabei (von links): Whoopi Goldberg, Barbara Walters, Joy Behar, Sherri Shepherd und Elisabeth Hasselbeck.

The View ist eine Unterhaltungssendung bei ABC, die seit 1997 gesendet wird. Die Show ist nach der Oprah Winfrey Show die am längsten laufende Talkshow in den USA. Das Moderationsteam besteht ausschließlich aus Frauen. Diese diskutieren hauptsächlich über Themen aus den Bereichen Politik, Soziales oder über Prominente. Ein großer Teil der Sendezeit wird von einem Interview mit einem Stargast eingenommen. Die Sendung wird Montag bis Freitag live aus New York City übertragen.

## Moderatorinnen

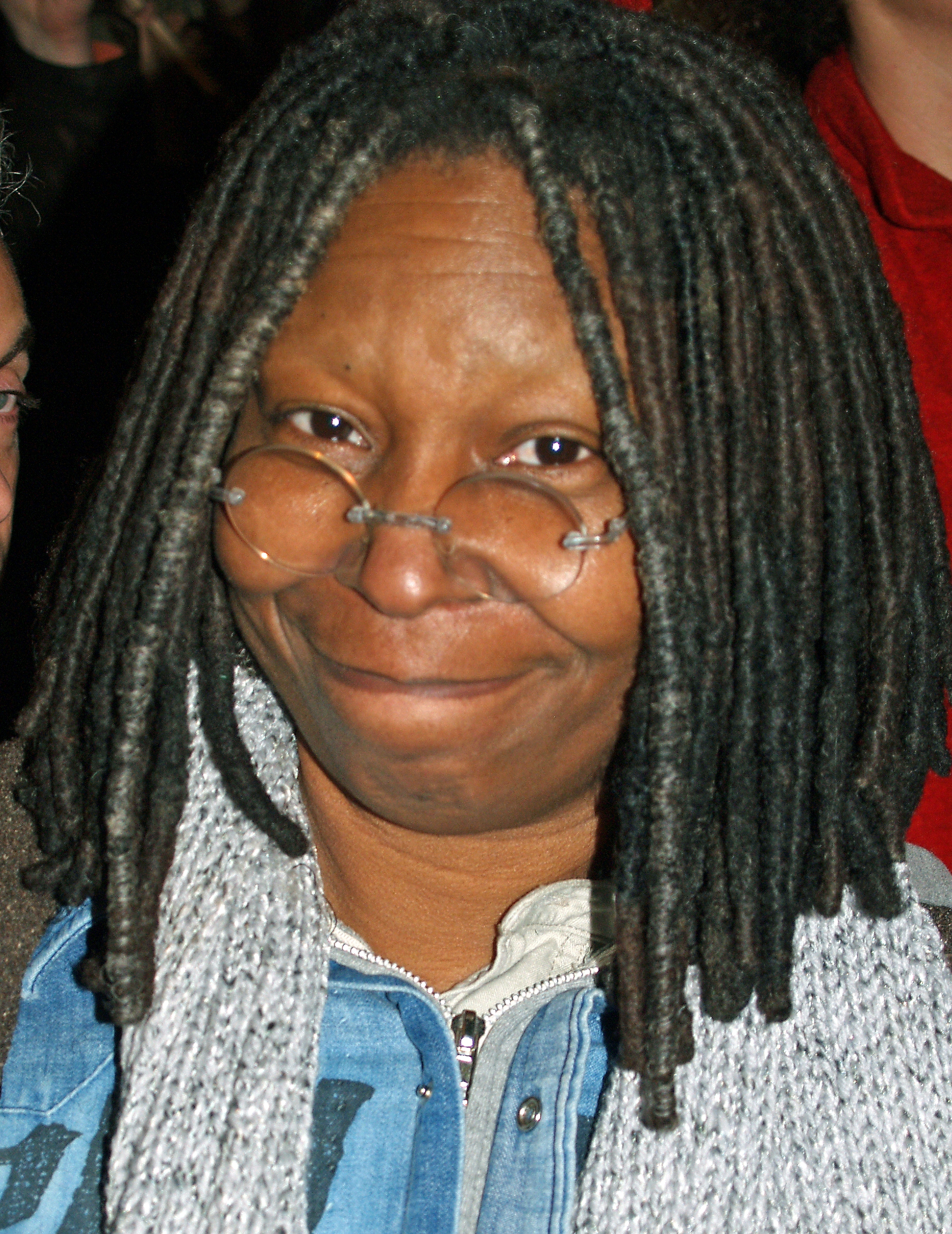
Whoopi Goldberg seit 2007
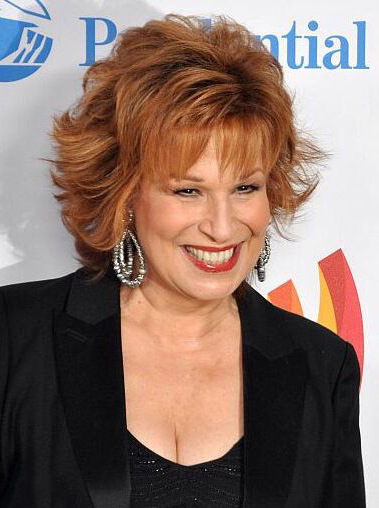
Joy Behar 1997–2013, seit 2015

| Moderatorin              | Jahre                | Bemerkungen                                         | Ausstiegsgrund                                                                               |
| ------------------------ | -------------------- | --------------------------------------------------- | -------------------------------------------------------------------------------------------- |
| Aktuelle Moderatorinnen  |                      |                                                     |                                                                                              |
| Whoopi Goldberg          | seit 2007            | Hauptmoderatorin                                    |                                                                                              |
| Joy Behar                | 1997–2013, seit 2015 | Co-Moderatorin                                      |                                                                                              |
| Sunny Hostin             | seit 2016            | Co-Moderatorin                                      |                                                                                              |
| Sara Haines              | 2016–2018, seit 2020 | Co-Moderatorin                                      |                                                                                              |
| Alyssa Farah Griffin     | seit 2022            | Co-Moderatorin                                      |                                                                                              |
| Ana Navarro              | seit 2022            | Co-Moderatorin                                      |                                                                                              |
| Ehemalige Moderatorinnen |                      |                                                     |                                                                                              |
| Meredith Vieira          | 1997–2006            | Hauptmoderatorin                                    | Wechsel zur Today Show                                                                       |
| Star Jones               | 1997–2006            | Co-Moderatorin                                      | Stieg freiwillig aus                                                                         |
| Debbie Matenopoulos      | 1997–1998            | Co-Moderatorin                                      | Vertragsauflösung                                                                            |
| Lisa Ling                | 1999–2002            | Co-Moderatorin                                      | Wechsel zu National Geographic Channel                                                       |
| Elisabeth Hasselbeck     | 2003–2013            | Co-Moderatorin                                      | Wechsel zu FOX News                                                                          |
| Barbara Walters          | 1997–2014            | Co-Moderatorin                                      | Stieg freiwillig aus (Ruhestand)                                                             |
| Sherri Shepherd          | 2007–2014            | Co-Moderatorin                                      | Stieg freiwillig aus                                                                         |
| Jenny McCarthy           | 2013–2014            | Co-Moderatorin                                      | Vertragsauflösung                                                                            |
| Rosie O’Donnell          | 2006–2007, 2014–2015 | Hauptmoderatorin 2006–2007 Co-Moderatorin 2014–2015 | Stieg freiwillig aus                                                                         |
| Rosie Perez              | 2014–2015            | Co-Moderatorin                                      | Stieg freiwillig aus                                                                         |
| Nicolle Wallace          | 2014–2015            | Co-Moderatorin                                      | Vertragsauflösung                                                                            |
| Michelle Collins         | 2015–2016            | Co-Moderatorin                                      | Vertragsauflösung                                                                            |
| Candace Cameron Bure     | 2015–2016            | Co-Moderatorin                                      | Stieg freiwillig aus                                                                         |
| Raven-Symoné Pearman     | 2015–2016            | Co-Moderatorin                                      | Stieg freiwillig aus                                                                         |
| Paula Faris              | 2015–2018            | Co-Moderatorin                                      | Vertragsauflösung                                                                            |
| Jedediah Bila            | 2016–2017            | Co-Moderatorin                                      | Stieg vor Vertragsauflösung freiwillig aus                                                   |
| Abby Huntsman            | 2018–2020            | Co-Moderatorin                                      | Stieg freiwillig aus, um Vater bei der Gouverneurswahl in Utah im Jahr 2020 zu unterstützen. |
| Meghan McCain            | 2017–2021            | Co-Moderatorin                                      | Stieg freiwillig aus                                                                         |

## Aufbau der Sendung
The View (original: „The View from Here“) ist eine Talkshow die Montag–Freitag von 11:00 bis 12:00 live ausgestrahlt wird. Im ersten Teil der Sendung diskutieren meist fünf Frauen über aktuelle Nachrichten bezüglich sozialer und politischer Fragen, über die Boulevardpresse und Promi-News. Im zweiten Teil wird/werden meist ein oder mehrere Stargäste interviewt.

Barbara Walters erklärte den Aufbau in der ersten Sendung wie folgt: 

„A I've always wanted to do a show with women of different generations, backgrounds and views: a working mother [Vieira]; a professional in her 30s [Jones]; a young woman just starting out [Matenopoulos]; and then somebody who's done almost everything and will say almost anything [Behar]. And in a perfect world, I'd get to join the group whenever I wanted....“

„Ich wollte schon immer eine Sendung mit Frauen verschiedener Generationen, Hintergründen und Ansichten: eine berufstätige Mutter [Vieira]; ein Profi in ihren Dreissigern [Jones]; eine junge Frau, die gerade durchstartet [Matenopoulos]; und dann jemand, der fast alles getan hat und fast alles sagt [Behar]. Und in einer perfekten Welt würde ich der Gruppe beitreten, wann immer ich wollte ....“

Seit der ersten Sendung wird jede Sendung, meist von der Hauptmoderatorin, mit den Worten „Have a great day everyone and take a little time to enjoy The View!“ (Wir wünschen Ihnen einen schönen Tag und nehmen Sie sich etwas Zeit und genießen Sie die Aussicht The View.) begonnen.

## Die ersten Jahre

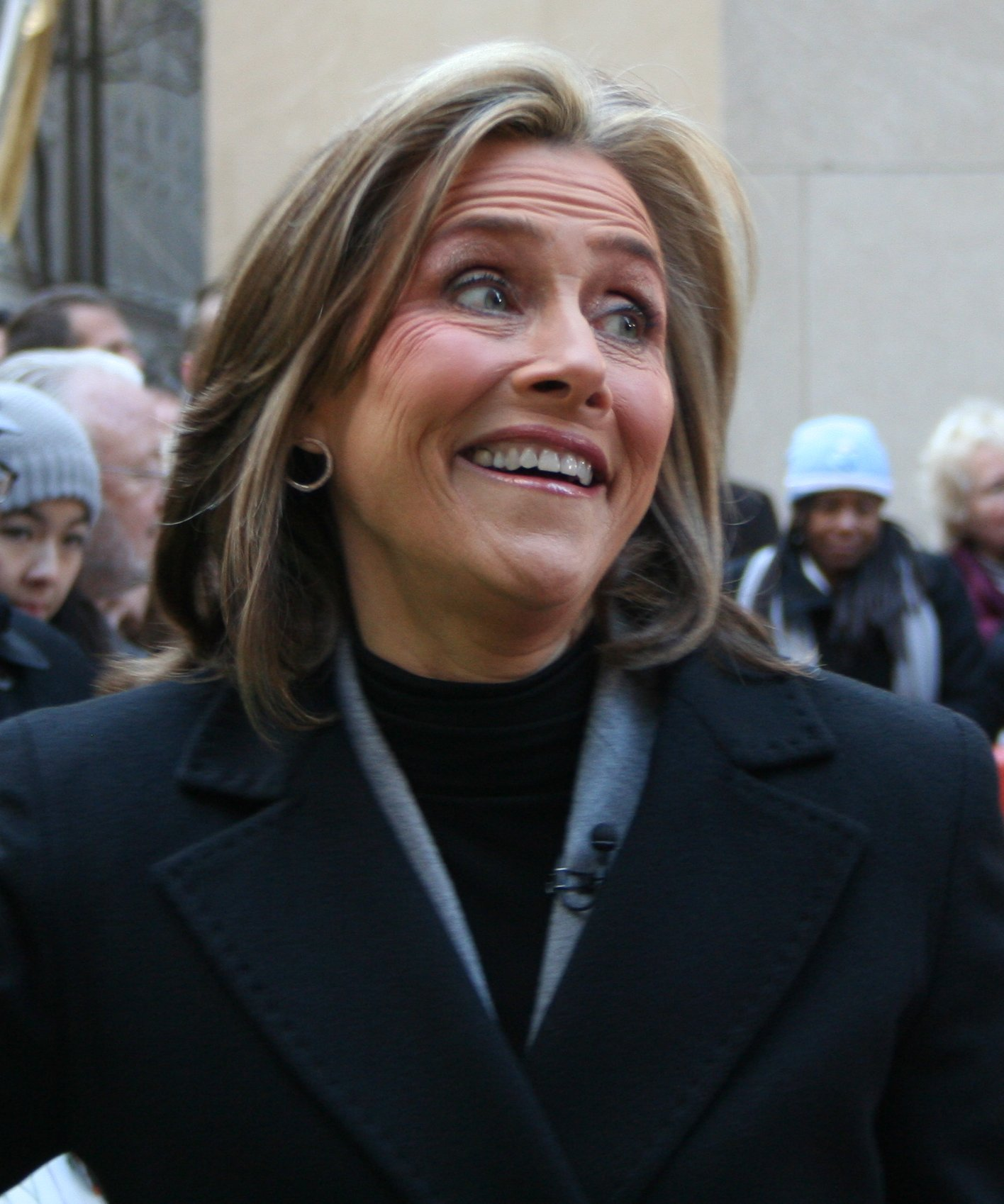
Meredith Vieira
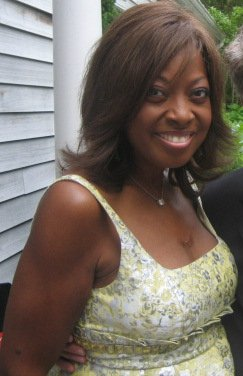
Star Jones
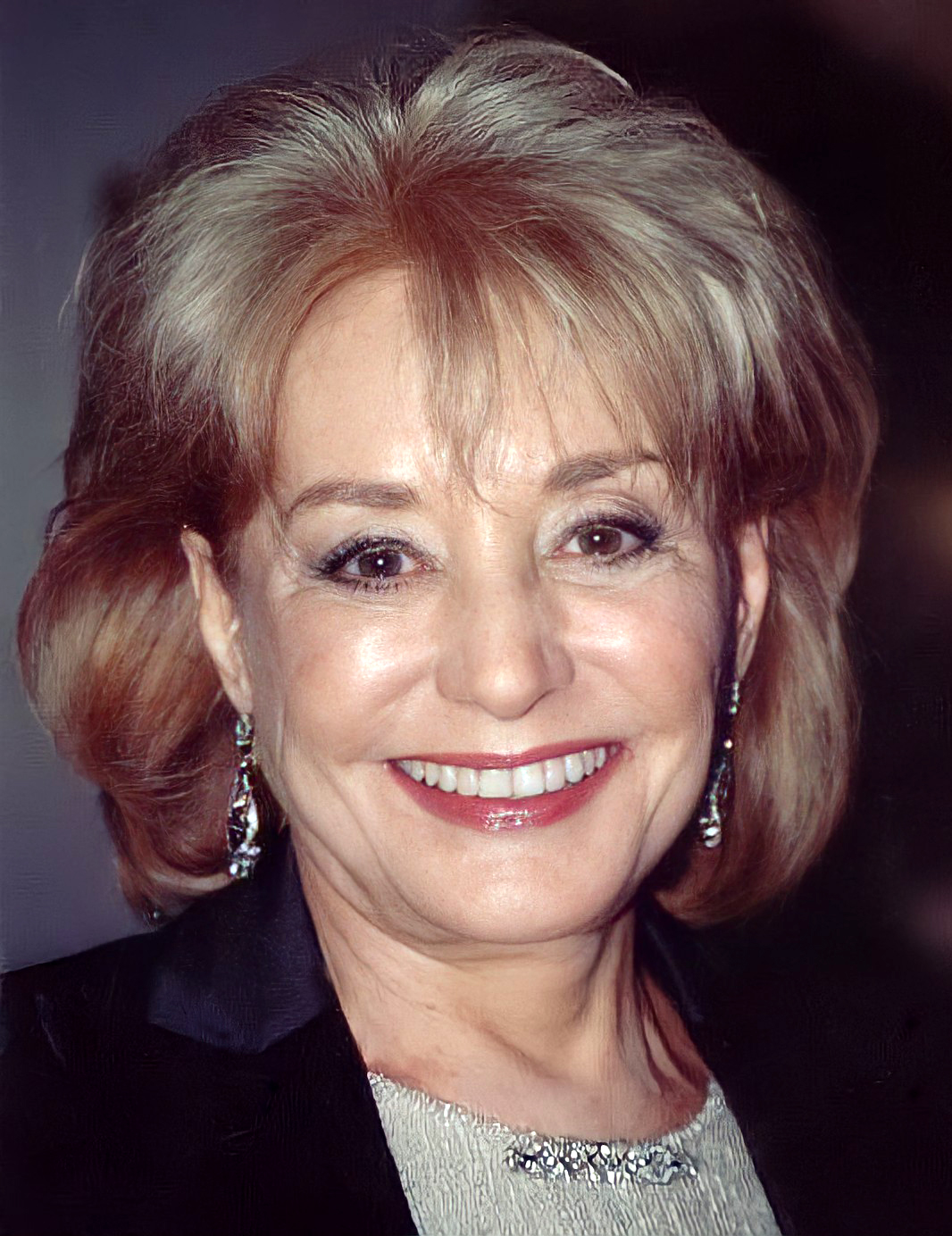
Barbara Walters
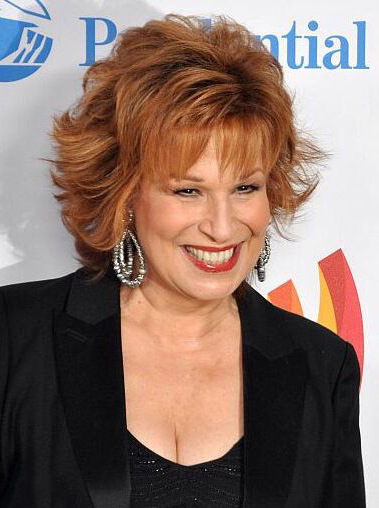
Joy Behar

Die Talkshow startete mit den Moderatorinnen Meredith Vieira, Star Jones, Debbie Matenopoulos und Barbara Walters. Joy Behar und Barbara Walters wechselten von 1997 bis 1998 im wöchentlichen Rhythmus. ABC löste 1999 den Vertrag mit Debbie Matenopoulos auf und die Journalistin Lisa Ling wurde neue Co-Moderatorin. 2002 stieg Ling aus und wechselte zum National Geographic Channel, ein Jahr später wurde Journalistin Elisabeth Hasselbeck als neue Co-Moderatorin vorgestellt.

## Staffel 10
2006 verließ auch Meredith Vieira die Show. Während der 33rd Daytime Emmy Awards Verleihung 2006 wurde Rosie O’Donnell als neue Hauptmoderatorin vorgestellt. Star Jones, die mit der Verpflichtung O’Donnells als neue Hauptmoderatorin nicht einverstanden war, da diese bereits vorher Witze über den, angeblich mit einer Krankheit verbundenen, starken Gewichtsverlust von Star Jones gemacht hatte, verließ die Talkshow als Reaktion darauf.

## Staffel 11
2007 verließ O’Donnel die Talkshow nach einem Streit mit Elisabeth Hasselbeck. Laut O’Donnell, war jedoch nicht der Streit selbst, sondern dessen verzerrte bzw. übertriebene Darstellung der Grund für ihren Ausstieg. Im September 2007 wurde mit den Schauspielerinnen Whoopi Goldberg und Sherri Shepherd eine neue Hauptmoderatorin und eine neue Co-Moderatorin präsentiert. The View ist die erste Talkshow im US-amerikanischen Fernsehen die von jeweils zwei „Schwarzen“ und zwei „Weißen“ moderiert wurde.

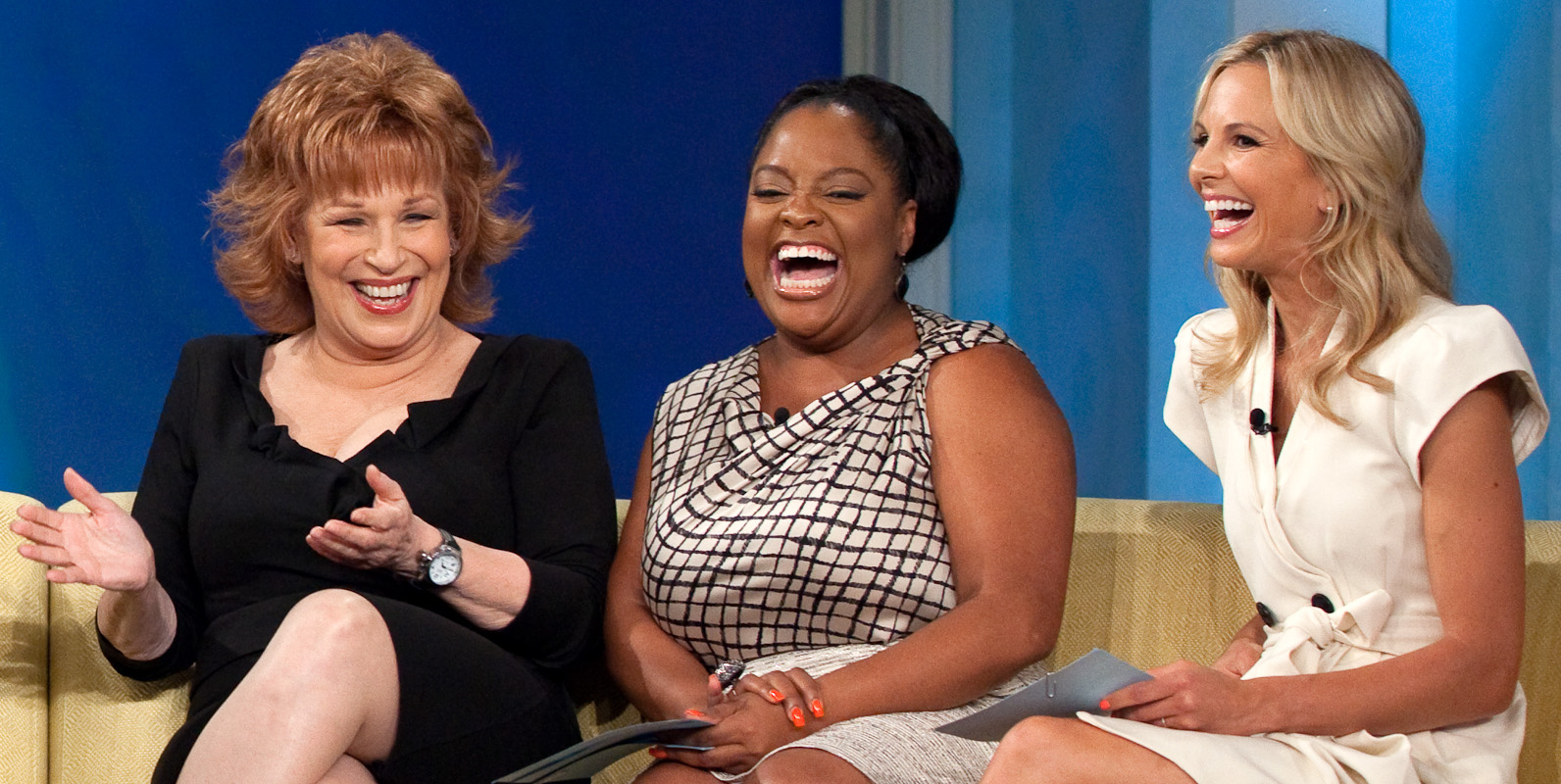
Links Joy Behar und rechts Elisabeth Hasselbeck verließen die Show nach Staffel 16

## Staffel 13
Barbara Walters musste wegen einer Herzoperation während Staffel 13 pausieren. Sie feierte ihr Comeback einen Tag vor dem Staffelfinale, in dem Barack Obama zu Gast war. Er war der erste US-Präsident der eine Talkshow besuchte.

## Staffel 14
Staffel 14 startete am 7. September 2010. Eine Woche später feierte die Show ihre 3000. Sendung, in der man auf die besten Momente der vergangenen Staffeln zurückblickte. Am 14. Oktober 2010 war Bill O’Reilly zu Gast der sich klar gegen den Bau eines Muslimischen Kultur Zentrums in New York City aussprach. Daraus entstand eine heiße Diskussion zwischen dem Gast und den Moderatorinnen Goldberg und Behar. Später in der Diskussion, sagte O’Reilly „Muslims killed us on 9/11!“. Behar war über die Aussage tief geschockt, stand auf und sagte: „Neben diesem Mann möchte ich nicht sitzen“ und verließ das Studio, Goldberg folgte ihr. Der darauf folgende Applaus wurde von Walters sofort angehalten, mit den Worten „Sie haben gerade gesehen, was nicht passieren sollte. Wir sollten in der Lage sein, Gespräche in Ruhe und Vernunft zu führen und es sollte niemand das Studio verlassen.“ Walters fordert O’Reilly dazu auf sich zu entschuldigen, und er stimmte zu. Behar und Goldberg kamen später wieder zurück und das Interview wurde in Ruhe weitergeführt.

## Staffeln 15 und 16
Beginnend mit Staffel 15 pausierte Barbara Walters freitags und es wurde die Rubrik „Männer Freitag“ eingeführt wo jeden Freitag ein anderer Co-Moderator auf Barbara Walters Platz saß. Am Ende von Staffel 16 verabschiedeten sich Joy Behar und Elisabeth Hasselbeck von der Sendung und Barbara Walter verkündete, dass sie in der Mitte von Staffel 17 (Mai 2014) in Rente gehen wird.

## Staffel 17

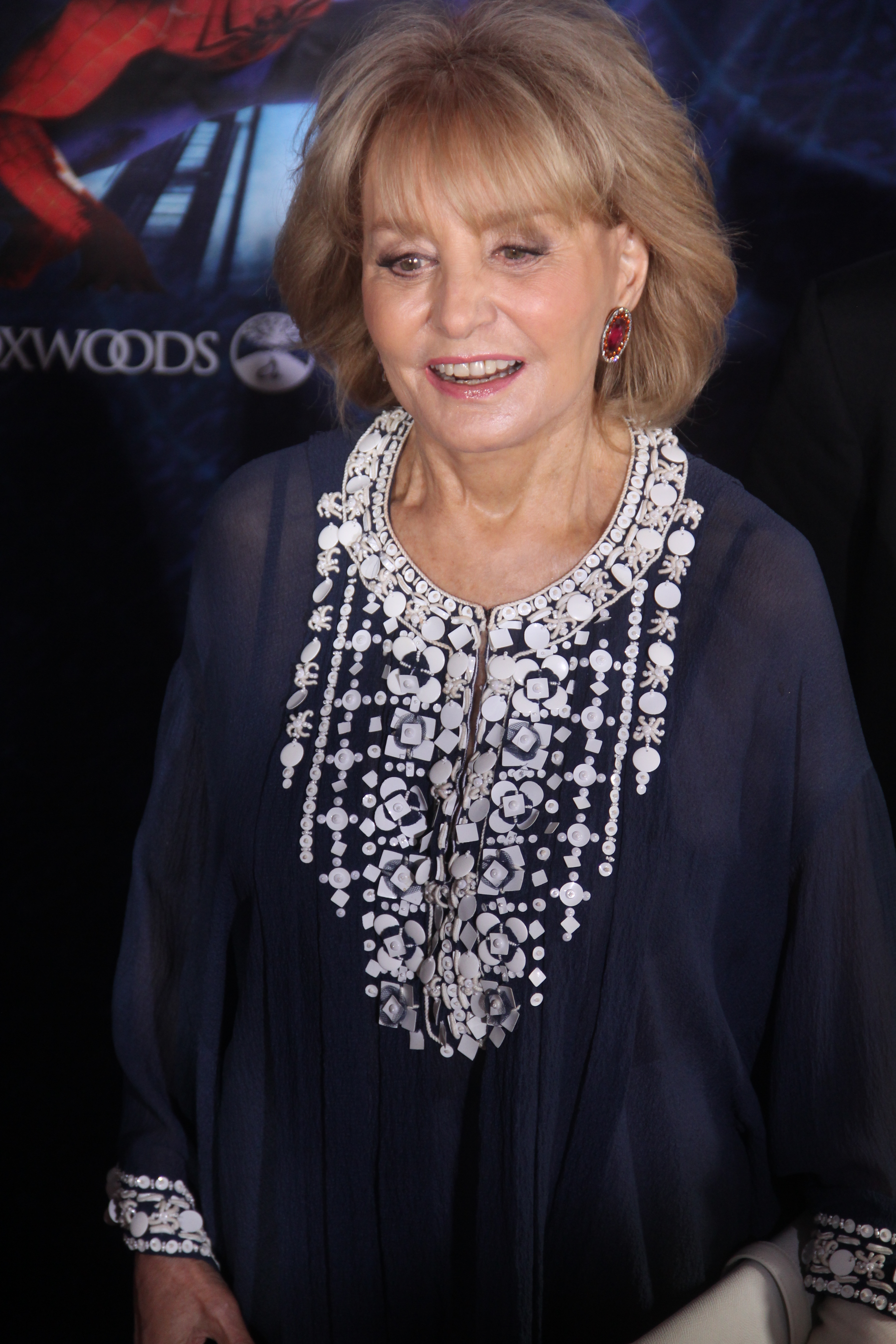
Die „Erfinderin“ der Show Barbara Walters verlässt die Show nach über 17 Jahren

Staffel 17 startete mit großen Änderungen, einem neuen Studio-Design und einer neuen Co-Moderatorin. Joy Behar wurde durch Jenny McCarthy ersetzt, für Elisabeth Hasselbeck gab es keine Nachfolgerin, sie wird durch wechselnde Co-Moderatoren ersetzt. Am 16. Mai 2014 verließ Barbara Walters, die „Erfinderin“ und letzte Moderatorin der Stammbesetzung aus dem Jahr 1997, die Show um in Rente zugehen. Während der gesamten Staffel gab es große Quotenprobleme und man unterlag während der gesamten Staffel dem Konkurrenten The Talk von CBS. Am Ende dieser Staffel (Juni 2014) wurde bekannt, dass die Co-Moderatorin Sherri Shepherd die Talkshow verlassen wird und der Vertrag mit Jenny McCarthy nicht verlängert wurde.

## Staffel 18
Aufgrund der sehr niedrigen Einschaltquoten in Staffel 17 entschied man sich, einen Relaunch vorzunehmen. Die Moderationsplätze neben Whoopi Goldberg wurden mit der Schauspielerin Rosie Perez, der Republikanischen Politikerin Nicolle Wallace und der Komikerin Rosie O’Donnell neu besetzt. Außerdem wurde das gesamte Produktionsteam ausgetauscht und man zog in ein neues Studio um; der erhoffte Erfolg blieb jedoch aus.
Rosie O’Donnell verließ die Sendung bereits im Februar 2015 wieder, wegen Streitigkeiten mit den Produktionsteam und den anderen Co-Moderatorinnen, die teilweise während der Sendung ausgetragen wurden und um sich nach ihrer Scheidung auf ihre Kinder zu konzentrieren. Bis Juni 2015 nahmen jede Woche eine andere Gastmoderatorinnen den Platz von Rosie O’Donnell ein, bis Anfang Juni die Schauspielerin und Sängerin Raven-Symoné Pearman als neue Co-Moderatorin vorgestellt wurde. Anfang Juli teilte Rosie Perez mit, dass sie die Sendung nach dieser Staffel wieder verlässt, um sich anderen Projekten zu widmen. Wenige Tage später wurde die Komikerin Michelle Collins als neue Co-Moderatorin vorgestellt. Nach dem Staffelfinale (Anfang August) wurde in einer Presseaussendung mitgeteilt, das der Vertrag mit Nicolle Wallace nicht verlängert wurde und das Produktionsteam erneut ausgetauscht wird.

## Staffel 19
Staffel 19 startete am 8. September 2015. Mitte August wurde in einer Presseaussendung mitgeteilt, das die Moderationsplätze neben Whoopi Goldberg mit der Komikerin Joy Behar, der Schauspielerin Candace Cameron Bure, der Journalistin Paula Faris, der Komikerin Michelle Collins und der Schauspielerin und Sängerin Raven-Symoné Pearman neu besetzt werden.
Neu in dieser Staffel ist außerdem, das es fixe Vertretungmoderatoren für die Hauptmoderatorin und die Co-Moderatorinnen gibt.

## Staffel 20
Die Jubiläumsstaffel der Talkshow startete am 6. September 2016 mit der Hauptmoderatorin Whoopi Goldberg und als Co-Moderatorinnen die Komikerin Joy Behar, die Schauspielerin Candace Cameron Bure, den Journalisten Paula Faris, Sara Haines, Sunny Hostin, Jedediah Bila und der Schauspielerin und Sängerin Raven-Symoné Pearman. Neu in dieser Staffel ist, dass Whoopi Goldberg freitags pausieren und durch die Co-Moderatorin Joy Behar als Hauptmoderatorin ersetzt wird. Raven-Symoné Pearman kündigte zu Beginn der Staffel an, die Sendung zu verlassen, um sich einem neuen Projekt zu widmen. Ende 2016 verließ auch Candace Cameron Bure die Sendung, damit sie sich ihrem neuen Projekt Fuller House widmen kann.